# Méthode Balanchine
La méthode Balanchine est une technique du ballet qui a été développée par le chorégraphe russe George Balanchine. Il l’appliqua à la School of American Ballet, l’école qu’il avait créé à New York en 1934, pour former les danseurs de sa compagnie, le New York City Ballet (1948). Il ne s’agit pas d’une véritable méthode d’enseignement étudiée pour la formation des enfants, comme pourrait être la méthode Vaganova, mais plutôt d’une technique qui vise à certaines qualités de musicalité, rapidité, dynamisme et pureté de lignes, permettant d’aborder l’esthétique néo-classique du grand chorégraphe.

## Esthétique
Cette technique particulière obéit à certains principes de base, qui caractérisent le style des chorégraphies de ce maître de la danse classique.
- Musicalité absolue

Selon les propres mots de Balanchine, dans un ballet, chaque spectateur devra pouvoir « voir la musique et écouter la danse ». Dans le but d’affiner la musicalité du danseur, le respect des tempos ainsi que du phrasé particulier de chaque genre de mouvement fait l’objet d’une attention particulière au cours de toute la leçon. Les exercices sont souvent construits sur des comptes insolites (cinq, six ou neuf temps) et doivent toujours être exécutés au bord de la note. Le choix des musiques pour la leçon est très varié et puise dans le swing et dans la musique américaine des années 1950. Balanchine déclare : « La seule raison du mouvement est la musique - La danse doit sembler de la musique ».
- Autonomie de la danse

Pour Balanchine le ballet est un langage en soi et pour soi qui ne dépend ni d'une narration, ni d'une idée à démontrer. Selon lui « Les fleurs ne se servent pas de mots, elles n'en ont pas besoin pour être belles. Nous existons (les danseurs) nous aussi et nous espérons être beaux sans aucun mot... Il n'y a aucune signification cachée dans mes ballets... Je n'ai pas besoin de danseurs sentimentaux ».
- Priorité de la cinétique du pas sur le dessin statique des poses

Plus que sur la forme pure, la méthode Balanchine se focalise sur l’énergie et sur le mouvement. Il en ressort une dynamique très poussée des pas (se développant souvent selon une projection horizontale), liés par des pliés très profonds et moelleux (l'adjectif utilisé par Balanchine est juicy). Balanchine déclarait : « Ne soyez pas radins avec vos pliés ! ». En général, les pas qui prévoient un déplacement du danseur sont effectués de façon à couvrir le maximum d’espace, à moins qu’ils n’aient qu’un rôle rythmique, auquel cas ils se réduiront à de petits ciselages musicaux (la glissade et le pas de bourrée, par exemple, peuvent être tour à tour exagérément amples ou bien très menus et exécutés presque en « rattrapant » la musique. Les qualités contrastantes des mouvements sont souvent poussées à l’extrême haut ou bas, rapide ou ralenti, petit ou large. On retrouve dans certains pas l’influence du jazz et de la danse de caractère. La rapidité des pas sur pointes et de ceux du petit allégro, est souvent à la limite de l’impossibilité physique.
- Importance accordée à la géométrie et à la symétrie du corps

Celle-ci apparaît dans la construction des épaulements, aussi bien que dans les points de départ et d’arrivée de tout mouvement des bras et des jambes. Ceux-ci suivent dans l’espace des trajectoires tracées très précisément à partir de la ligne centrale du corps (axe vertical) . La cinquième et la quatrième position sont donc très profondément croisées. L’en-dehors est poussé à son maximum et la netteté de la cinquième est fondamentale. La troisième position n’est pas utilisée du tout. Cette extrême géométrie est compensée par les ports de tête et de cou, très curvilignes et détendus. En général, les pirouettes sont prises d’une quatrième position très profonde, semblable à une fente, avec la jambe de derrière tendue ; pendant le tour, les bras restent très près du corps et entrecroisés.
- Valorisation de chaque partie du corps

Les bras sont animés et articulés d’une façon non conventionnelle pour la danse classique. Le coude, le poignet, la main et chacun des doigts, prennent tous partie au mouvement de façon évidente. Souvent, les positions des bras sont tellement fermées que les bras s’entrecroisent, et les poignets sont parfois fléchis très nettement. Le regard, la ligne du cou, et plus en général la mobilité de tout le haut du corps, sont l’objet d’une attention constante pendant les cours. Tous les mouvements du pied sont étudiés avec une minutie, jusqu’au plus petit détail (particulièrement les mouvements de départ et d’arrivée, ainsi que ceux de liaison, souvent négligés, et qui reprennent ici une importance capitale, dans le but d’un résultat esthétique très net). Le bassin a un rôle plus important que celui traditionnel, car il devient le vrai moteur du pas au cours des tombés des décalés, des piqués, des sissonnes sur pointe ; dans certains ballets, il acquiert une autonomie expressive (Rubies de Jewels ou The Four Temperaments, par exemple). Balanchine déclarait : « Le seigneur nous a donné des coudes, des poignets et des doigts, pourquoi ne pas les utiliser tous ?» 
- Éclat du pas

Il ne s’agit pas là de frapper la vue du spectateur par des effets acrobatiques ou spectaculaires, mais bien d’une « brillance », d’une expressivité et d’une incisivité du danseur, naissant d’une part, de l’énergie personnelle engagée et de l’autre, de sa technique.

## Éléments techniques distinctifs
De nombreuses notions de la danse académique ont été revues par Balanchine, qui a aussi élaboré nombre d’exercices spécifiques pour pouvoir les maîtriser à sa manière:
- La posture

Quelle que soit la hauteur des jambes, le maintien du corps est toujours très droit. Le poids du corps est très porté vers l’avant et distribué presque exclusivement sur les avant-pieds, en laissant les talons légers.
- L’ouverture de la hanche au cours des mouvements de la jambe vers l'arrière

Au cours de tous les mouvements de la jambe vers l’arrière (battement tendu, jeté, grand battement, arabesque, attitude, etc.), on libère la hanche correspondante, de façon qu’elle s’ouvre pour atteindre l’en-dehors maximum, tout en maintenant la perpendicularité de la hanche d’appui par rapport à la barre. Ce détail participe à créer la ligne typique de l’arabesque de Balanchine : très dynamique et en flèche, tout en tenant le corps bien droit. 
- Le rôle du talon au cours du plié

Une arabesque selon Balanchine. Le haut du corps est très droit, la hanche de la jambe de derrière est ouverte pour allonger la ligne de la pose, qui est plus dynamique et élancée que celle traditionnelle. Les bras sont allongés au maximum le long d'une ligne imaginaire correspondant à la division centrale du corps

Avec le style Balanchine, le talon ne reste pas obligatoirement au sol au cours des demi-pliés. Ceci dépend de la conception très dynamique du plié chez Balanchine. Il s’agit là d’un véritable accumulateur d’énergie pour le pas qui suit, une vraie poussée contre le sol, laquelle ne doit jamais s’entrecouper de pauses. Faire reposer le talon au sol équivaut à un arrêt du mouvement, si bref qu’il soit. Le plié ne peut donc pas s’interrompre. Par conséquent, lorsque le danseur a de la difficulté à effectuer un plié profond, en raison de ses ligaments trop courts ou du manque d’élasticité des muscles postérieurs de ses cuisses, il vaut mieux qu’il repousse le sol avec énergie, quitte à soulever légèrement le talon au plus bas du demi-plié, plutôt que respecter rigoureusement la règle du talon au sol.
- Les pointes

Balanchine a complètement revu la technique des pointes. Passionné des pointes dès sa première jeunesse, il a travaillé chaque détail de leur utilisation, notamment pour en éliminer la raideur des chaussons renforcés (provoquant le bruit par la descente au sol ou bien les ressauts ou rebonds facilement produits au cours d’une montée rapide). La danseuse monte sur les pointes sans aucun petit saut ni à coup, exactement comme pour un relevé sur demi-pointes. De ce fait, la pointe se retrouvera exactement à l’emplacement où se trouvaient les orteils lorsque le pied était à plat (exception faite pour un ajustement léger, nécessaire pour bien croiser la quatrième et la cinquième position sur pointes). La seconde position sur pointes est donc plus large que de coutume.
La descente s’effectue de façon contrôlée, sans jamais laisser le pied retomber par effet de la gravité. Les deux actions, à la montée et à la descente, se font par un déroulement complet du pied, c’est-à-dire en l’articulant à fond. Le mouvement doit être fluide et parfaitement contrôlé, et paraître tout à fait naturel et en même temps très sophistiqué.
- L’atterrissage des sauts

La même idée gouverne l’atterrissage des sauts. Le danseur descend au sol comme le ferait une maman-oiseau sur ses œufs, en retenant le poids de son corps et en amortissant l’atterrissage avec les articulations du genou, de la cheville et du pied, avant même de poser le talon par terre.

## Enseignement
La Méthode Balanchine est enseignée aujourd’hui à la School of American Ballet, l’Académie officielle du New York City Ballet, dirigée par Peter Martins, et au sein de nombreuses écoles et compagnies aux États-Unis (Miami City Ballet, dirigée par Ed Villella, Ballet Chicago Studio Company, dirigée par Daniel Duell, Suzanne Farrell Ballet de Washington, Pacific Northwest Ballet de Seattle, dirigée par Peter Boal). Nombre d'ex-danseurs de Balanchine, et parmi tant d'autres, Violette Verdy, Merrill Ashley, Patricia Neary, Patricia Wilde, Jillana, Nanette Glushak, directrice du Ballet du Capitole de Toulouse, Barbara Walczak, Una Kai et Jacques D'Amboise continuent à enseigner la méthode dans le monde entier.
Suki Schorer, qui a été choisie par Balanchine pour l’assister dans l’enseignement, et qui l’a aidé pendant vingt quatre ans, a écrit à ce sujet un livre très complet.

## Critiques
La méthode Balanchine a ses fanatiques et ses détracteurs. La très grande mobilité des bras, et tout particulièrement l’usage du poignet fléchi, ainsi que la position de la main, et précisément du pouce, qui reste très en évidence, choquent parfois les puristes de la danse classique. D’autre part, l’usage fréquent des décalés, les déhanchements et l’utilisation des positions naturelles (en dedans) font typiquement partie de l’esthétique néo-classique, telle que celle qui avait été inaugurée en France par Serge Lifar.
Balanchine adorait la cinquième position, probablement à cause de son aspect définitif, centré ; jusqu’à sa mort, il proclamait « Tout est là ! ». À la SAB et chez les danseurs du New York City Ballet, aucune approximation n’est tolérée à ce sujet. Cette intransigeance au sujet de l’en-dehors fait l’objet de certaines critiques (voir Claire Sombert).
Certains critiques ont observé aussi que le style Balanchine force les danseurs à un abstractisme qui est froid et innaturel, que ses épaulements, son usage du haut du corps ne permettent aucune nuance et sont eux aussi trop mécaniques, que ses ballets sans argument et techniquement si contraignants, sont en fait défendus aux danseurs au physique moins que parfait ou qui ne sont pas de première jeunesse. La recherche de l'éclat du pas à tout prix aurait fait perdre à la danse classique toute qualité de douceur ainsi que de véritable élégance, celle-ci ne venant que d'un certain naturel (Katharine Kanter).
Selon d’autres remarques, certains feraient l’erreur de considérer cette technique, très exigeante du point de vue corporel et s’adressant essentiellement à des professionnels ou à des danseurs déjà formés, comme une véritable méthode d’enseignement ; ce qu’elle ne doit pas être, n’étant pas étudiée pour la préparation d’un jeune élève et pouvant lui faire courir des risques, en raison de sa rapidité excessive et du travail si particulier du bas de jambe (voir Juan Giuliano et Marian Horosko).
En général, comme pour toute théorie esthétique, le risque que courent les disciples de Balanchine est celui de figer sa technique. Trop vouloir théoriser de façon définitive ce qui chez Balanchine était seulement une exigence artistique personnelle, et qui naissait aussi de l’ambiance culturelle de son époque, peut faire perdre justement cette vitalité qui pour lui, était tout; pour trop vouloir préserver, on risque aujourd’hui de faire du style de M.. B une « manière » ou quelque chose de daté.